# Valsente

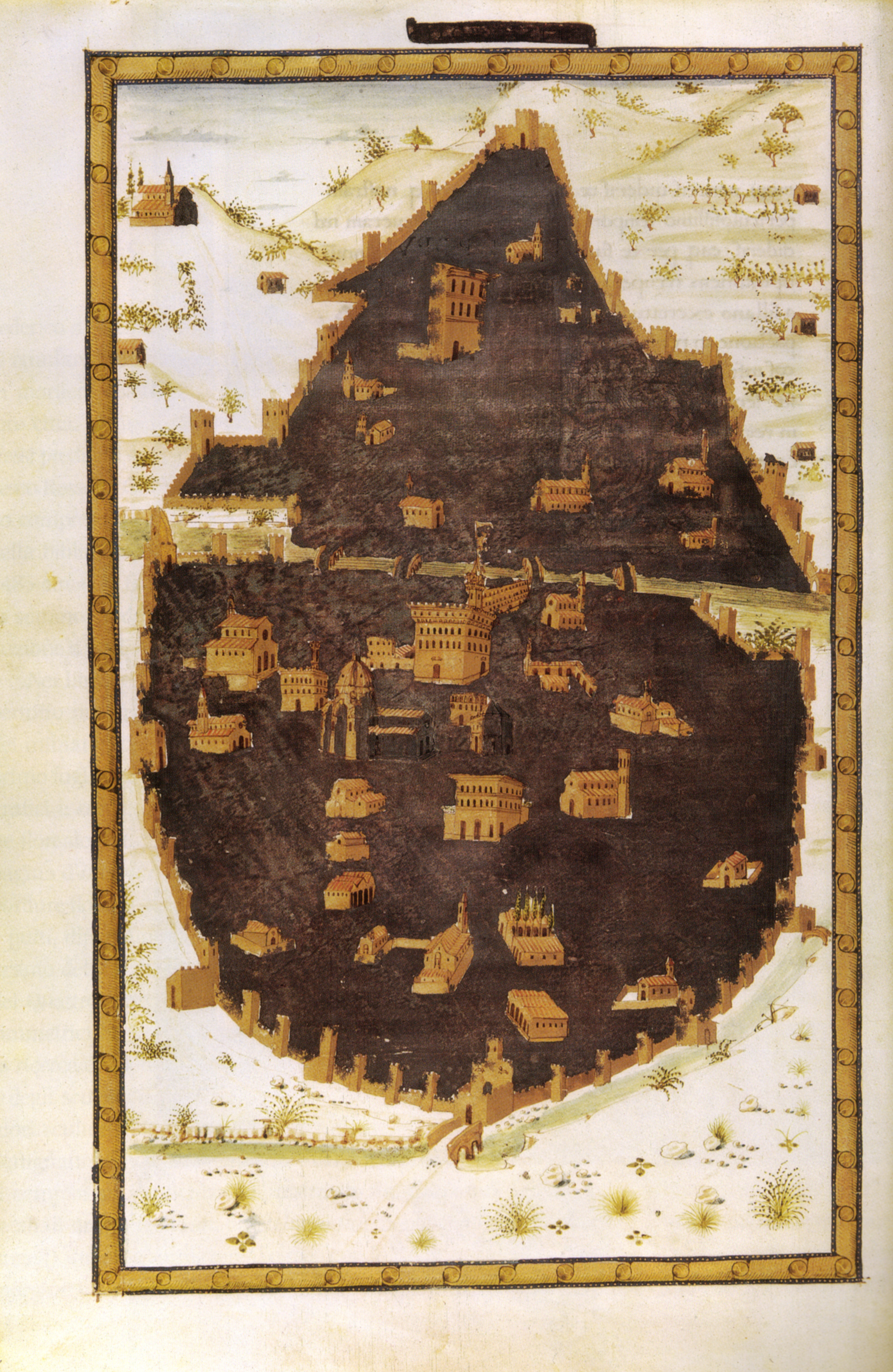
Firenze nel '400 nellHistoria Florentina di Poggio Bracciolini (Miniatore fiorentino, da un manoscritto miniato della Biblioteca Apostolica Vaticana)

Nella storia di Firenze del XV secolo, il valsente era un'imposta generale sulla proprietà, introdotta nel 1432, dapprima con carattere di entrata straordinaria attraverso cui far fronte a improvvise difficoltà delle finanze pubbliche, ampliando, in un periodo di grandi turbolenze politiche, la platea dei destinatari del preesistente catasto fiorentino.

## Storia
Il valsente fu istituito il 18 novembre 1432, al fine di fronteggiare nuove e impellenti necessità di cassa. In seguito, l'imposta fu resa progressiva e andò a colpire il commercio e il possesso di beni immobili e bestiame.
L'istituto non va confuso, come a volte succede, con la preesistente imposta patrimoniale del catasto, introdotta qualche anno prima: quest'ultima, infatti, era calcolata in percentuale sul capitale netto (il cosiddetto "sovrabbondante"), inteso, quest'ultimo, come la differenza tra le "sustanze" all'attivo e gli "incarichi" riconosciuti come detraibili al passivo).
La nuova imposta si era resa necessaria proprio per risolvere enormi e improvvise difficoltà di bilancio, con il gettito del catasto fiorentino che scontava un drastico calo: infatti, il terzo catasto del 1432 aveva fatto segnare una diminuzione del 38,4 per cento rispetto ai medesimi ruoli del 1431.
La nuova imposta si applicava con un'aliquota dello 0,5% sull'intero cumulo lordo dei beni posseduti da un contribuente, un imponibile chiamato esso stesso "valsente", o, in modo del tutto indifferente e intercambiabile, "sustanza" (quello che oggi si direbbe patrimonio).
Le modalità di calcolo del monte patrimoniale (la "sostanza") variarono in base "alle disposizioni e alle norme emesse per le varie gravezze": la base imponibile fu rappresentata "dal valore lordo dei beni immobili, mobili e dei traffici, oppure soltanto dei beni immobili e mobili, o infine unicamente dei beni immobili".
L'imposizione del valsente, nel novembre 1432, in una temperie di grandi tensioni politiche e di turbolenze (nel 1433, un colpo di Stato avrebbe portato prima all'arresto e poi al temporaneo esilio di Cosimo de' Medici) si accompagnava a misure coercitive: chi non avesse onorato i quattro "valsenti" imposti, dopo quattro mesi di insolvenza non solo poteva vedersi confiscare i propri beni dal gonfalone creditore, ma, in base a pratiche giuridico-politiche ereditate dalla tradizione comunale, poteva incorrere in un processo marginalizzazione e di esclusione dalla vita civile e politica (c.d. "magnatizzazione"), vedendosi inflitte misure che comportavano la perdita di accesso ai pubblici uffici, l'impossibilità di sollevare cause in giudizio e pesanti limitazioni alla capacità di testimoniare davanti alle corti criminali (salvo i casi di omicidio o lesioni personali gravi, in cui l'apprezzamento circa l'ammissibilità della loro prova testimoniale era lasciata alla discrezione del giudice).

## Platea dei destinatari
L'istituzione della nuova "gravezza" intendeva estendere la platea dei contribuenti rispetto ai destinatari del precedente "catasto", includendovi anche a quei soggetti che, pur possedendo una seppur minima "sostanza" (per via di una proprietà di beni o per effetto di un esercizio economico), restavano tuttavia privi del cosiddetto "sovrabbondante", in quanto le passività riconosciute come detrazioni pareggiavano o superavano le attività.
Prima dell'invenzione del valsente, questi ultimi soggetti (che "non accatastavano", come si diceva in termine tecnico) potevano essere iscritti nei ruoli erariali per il pagamento di una tassa per "composizione", cioè potevano divenire debitori all'erario per una somma concordata con gli ufficiali di riscossione, sulla base della capacità economica della persona. Questa forma di imposizione fiscale era detta "composta" (cioè nata da una "composizione", un accordo, tra le reciproche parti), mentre i soggetti passivi dell'imposta erano chiamati i "composti".
Rimaneva poi una fetta di popolazione che, pur possedendo una qualche sostanza, non era ritenuto in grado (a giudizio degli ufficiali) di pagare una seppur minima somma: queste persone non venivano iscritte tra i "composti"  ma venivano annoverati tra i contribuenti dichiarati "miserabili", esentati, per questo, dal corrispondere la "composta".

## Lingua italiana
Il termine "valsente" deriva da "valso", participio passato del verbo "valere".
La parola "valsente" si è affermata nel tempo anche nella lingua italiana, col significato, privo di connotazione tecnica, di "somma di denaro" o di "valore commerciale, prezzo [...] di un oggetto o di un bene". Il termine, divenuto antico, è di uso assai raro e ricorre quasi sempre in contesti ironici per indicare, in modo scherzoso, la mancanza di denaro.